# Irjaveț, Nosivka
Irjaveț (în ucraineană Іржавець) este o comună în raionul Nosivka, regiunea Cernihiv, Ucraina, formată numai din satul de reședință.

## Demografie
Componența lingvistică a comunei Irjaveț
     Ucraineană (97,82%)
     Rusă (2,18%)
Conform recensământului din 2001, majoritatea populației comunei Irjaveț era vorbitoare de ucraineană (97,82%), existând în minoritate și vorbitori de rusă (2,18%).